# 日置忠寿
日置 忠寿（へき ただひさ、享保15年12月19日（1731年1月22日） - 寛延3年3月7日（1750年4月13日））は、江戸時代中期の武士。岡山藩の家老。備前金川1万6000石の領主。
父は岡山藩家老日置忠昌。母は側室。婚約者は備中生坂藩藩主池田政晴の娘八重子。幼名は興之丞。通称は織部。
享保15年（1730年）12月19日、日置忠昌の次男として岡山に生まれる。元文4年（1739年）、父の家督を継いでいた兄忠盈が江戸で急死し、その養子となって家督相続し、岡山藩家老、備前金山1万6000石の領主となる。寛延3年（1750年）3月7日、疱瘡にて没した。家督は弟の忠芳が相続した。婚約者の池田八重子は、実家に戻って旗本松平忠庸に嫁いだ。